# Timbré (mini-série)
Cet article concerne un téléfilm. Pour le roman, voir Timbré.

Timbré (Terry Pratchett's Going Postal) est une mini-série comique fantastique britannique en deux parties réalisée par Jon Jones sur le scénario de Richard Kurti et Bev Doyle d'après le roman du même nom de Terry Pratchett, mettant en scène Richard Coyle dans le rôle principal de Moite von Lipwig, Claire Foy en Adora Belle Chercœur, Charles Dance en lord Havelock Vétérini et David Suchet dans le rôle du sinistre Jeanlon Sylvère. Elle a été diffusée en mai 2010 sur la chaîne Sky 1 au Royaume-Uni.
En France, ces deux parties ont été diffusées le 17 décembre 2010 sur Orange Cinéhappy et sur Gulli le 21 novembre 2011 (partie 1) et le 28 novembre 2011 (partie 2).
Il est récompensé par la Royal Television Society 2010, une association britannique de critiques de télévision, pour la musique et la photographie.

## Synopsis
Moite von Lipwig, un escroc, est condamné à la pendaison pour toutes les escroqueries qu'il a réalisées. Sa mort est simulée, et il se retrouve devant le patricien Vétérini : il lui propose de changer de vie, pour rouvrir la poste d'Ankh-Morpork, ou de mourir. Il accepte à contre-cœur le poste de directeur de la poste.
À la première occasion, il s'enfuit d'Ankh-Morpork, mais Lapompe 19 le rattrape. Lapompe 19 est son officier de probation, mais il est aussi chargé de la sécurité de Moite. Obligé de travailler, il fait connaissance avec les deux postiers : Tolliver Groat et Yves Hertellier. Il utilise avec succès son talent de persuasion développé lors de son ancienne carrière d'escroc pour motiver ses deux subalternes. La tâche est immense, des milliers de courriers et de colis sont en souffrance. Il entre rapidement en confrontation avec son concurrent Jeanlon Sylvère, propriétaire et dirigeant des clacks, un système de transmission des messages par signaux lumineux.
L'efficacité du système postal est améliorée par l'invention des timbres détachables. Moite engage des golems pour délivrer le courrier. Il fait la connaissance d'Adora Belle Chercœur, qui dirige l'agence de travail temporaire des golems. C'est son père qui a inventé les clacks, mais il a dû vendre l'entreprise à Jeanlon, conséquence indirecte d'une ancienne escroquerie de Moite, puis s'est suicidé. Moite tombe sous le charme d'Adora, et lui révèle son rôle indirect dans la perte des clacks de son père. Adora devient furieuse.
Jeanlon engage le banshee Graille pour tuer Moite. Le projet échoue et Graille meurt, après avoir révélé à Moite qu'il avait tué ses prédécesseurs. Les hostilités continuent entre Jeanlon et Moite, qui débouchent sur un pari : la première société à faire parvenir un message dans une ville située à plus de mille kilomètres gagne le pari. Si Moite gagne, alors il doit se défaire des clacks. Si Jeanlon gagne, alors Moite doit être pendu.
Pour gagner le pari, Moite bloque l'émission de messages entre deux clacks en tendant une voile opaque, et insère un clack sous son contrôle pour envoyer un autre message : la comptabilité de l'entreprise de Jeanlon. Les livres de comptes ont été donnés par un employé qui trahit Jeanlon. Le comptable très minutieux avait noté les dépenses liées aux assassinats des anciens chefs postiers.
Ses agissements étant dévoilés, Jeanlon est condamné à mort. Adora devient la nouvelle propriétaire des clacks et se réconcilie avec Moite.

## Fiche technique
- Titre français : Timbré
- Titre original : Terry Pratchett's Going Postal
- Réalisation : Jon Jones
- Scénario : Richard Kurti et Bev Doyle, d'après le roman éponyme de Terry Pratchett
- Sociétés de production : All3Media International et Mid Atlantic Films
  - Production : Sue De Beauvoir
  - Productions exécutives : Rod Brown, Vadim Jean et Ian Sharples
- Société des effets spéciaux : Filmefex Studio
  - Supervision des effets spéciaux : Gabor Kiszelly
- Société des effets visuels : Digital Apes
  - Supervision des effets visuels : Zoltán Benyó
- Directions artistiques : Mónika Esztán et Ray McNeill
- Chef de la photographie : Gavin Finney
- Responsables de casting : Emma Style et Veronika Varjasi
- Chef décorateur : Ricky Eyres
- Chef costumière : Charlotte Holdich
- Chef monteur : Alex Mackie
- Musique : John Lunn
- Genre : comédie fantastique
- Durée :  185 minutes répartie en deux épisodes
- Pays d'origine : Royaume-Uni
- Langue : anglais
- Dates de premières diffusions :
  -  Royaume-Uni : 30 mai 2010 et 31 mai 2010 sur Sky 1
  -  France :  17 décembre 2010 sur Orange Cinéhappy puis 21 novembre 2011 et 28 novembre 2011 sur Gulli

## Distribution
- Richard Coyle (VFB : Philippe Allard) : Moite von Lipwig, un véritable arnaqueur et imposteur en artiste avant d'être au service postal d’Ankh-Morpork (Moist von Lipwig)
- David Suchet : Jeanlon Sylvère (Reacher Gilt)
- Charles Dance (VFB : Daniel Nicodème) : le patricien d'Ankh-Morpork Havelock Vétérini, qui offre à Moite von Lipwing la survie contre la reconstruction de la poste municipale.
- Claire Foy (VFB : Maia Baran) : Adora Belle Chercœur, la fumeuse invétérée (Adora Belle Dearheart)
- Marnix Van Den Broeke : Lapompe 19 (mister Pump)
- Steve Pemberton : Tambourinoeud (Drumknott)
- Andrew Sachs : Tollivier Liard (Tolliver Groat)
- Tamsin Greig (VFB : Catherine Conet) : mademoiselle Cripsloquet (miss Cripslock)
- Ingrid Bolsø Berdal : le sergent Angua
- Adrian Schiller : monsieur Graille (mister Gryle)
- Ian Bonar : Yves Hertellier (Stanley Howler)
- Madhav Sharma : Crépin Hippobisque (Horsefry)
- Timothy West : Mustrum Ridcully
- Terry Pratchett : un facteur

## Production

### Développement
Timbré est le trentième tome des Annales du Disque Monde créé par l'écrivain britannique Terry Pratchett, ainsi que la troisième adaptation aux écrans après Les Contes du Disque-Monde (Terry Pratchett's Hogfather) et Discworld (The Colour of Magic).

### Tournage
Le tournage a entièrement eu lieu à Budapest en Hongrie à partir du mai 2009.

## Distinctions
Récompenses :
- Royal Television Society 2010 :
  - Meilleure musique pour John Lunn
  - Meilleure photographie pour Gavin Finney

Nominations :
- Royal Television Society 2010 :
  - Meilleure décoration pour Ricky Eyres, Ray McNeill, Lee Gordon et Mónika Esztán
  - Meilleurs effets spéciaux pour Simon Thomas, Zoltán Benyó, Reuben Barkataki et Zoltán Szarvasi
- British Academy Television Awards 2011 :
  - Meilleure musique du téléfilm pour John Lunn
  - Meilleure photographie pour Gavin Finney
  - Meilleurs effets spéciaux pour Simon Thomas, Zoltán Benyó et Reuben Barkataki